# Пјетронери (Кампобасо)
Пјетронери је насеље у Италији у округу Кампобасо, региону Молизе.
Према процени из 2011. у насељу је живело 40 становника. Насеље се налази на надморској висини од 629 м.